# مزرعه حاجی بهاالدین
مزرعه حاجی بهاالدین یک منطقهٔ مسکونی در ایران است که در دهستان سیاخ دارنگون واقع شده‌است.